# WestLB

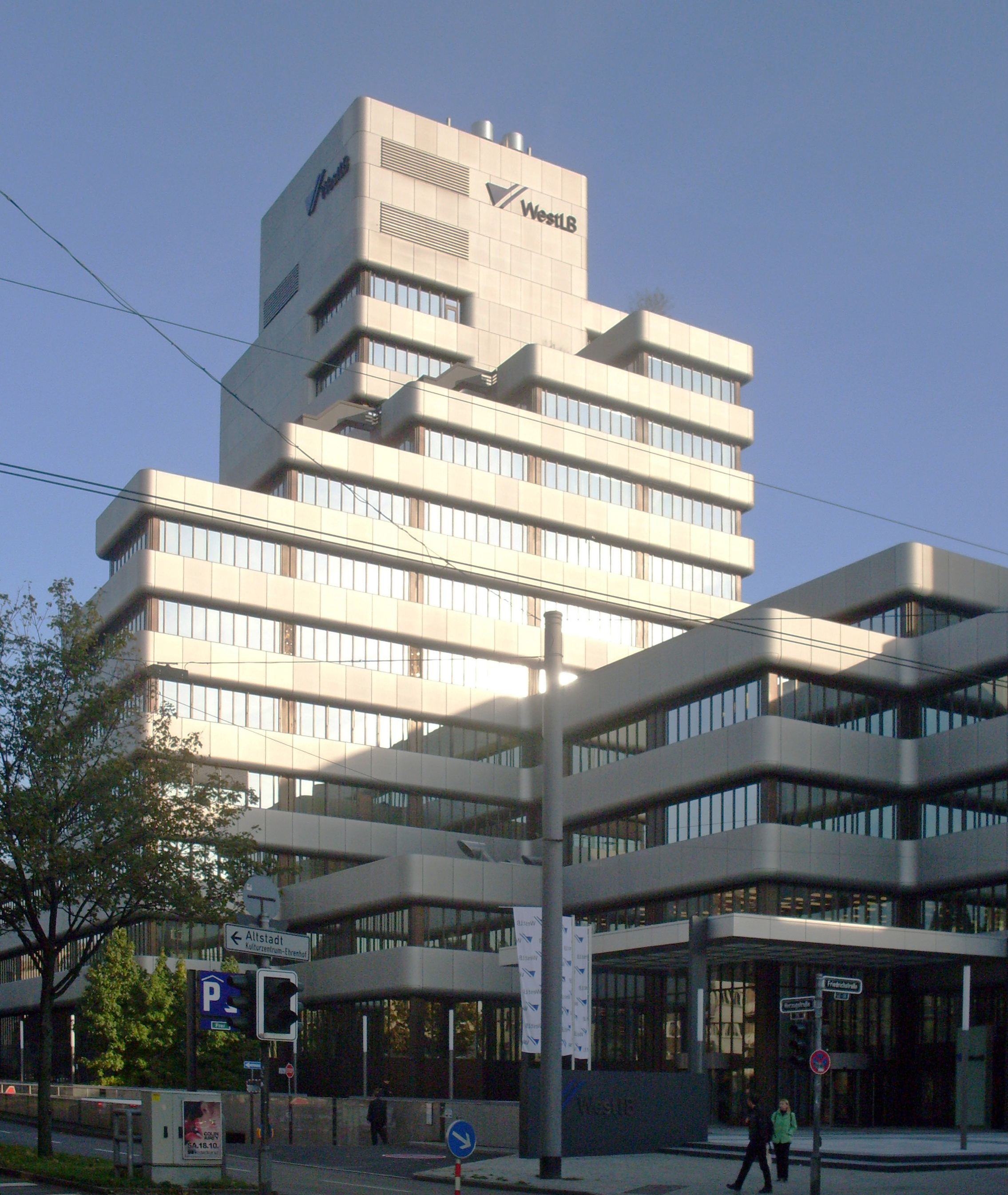
Zentrale der WestLB in Düsseldorf, Herzogstraße 15

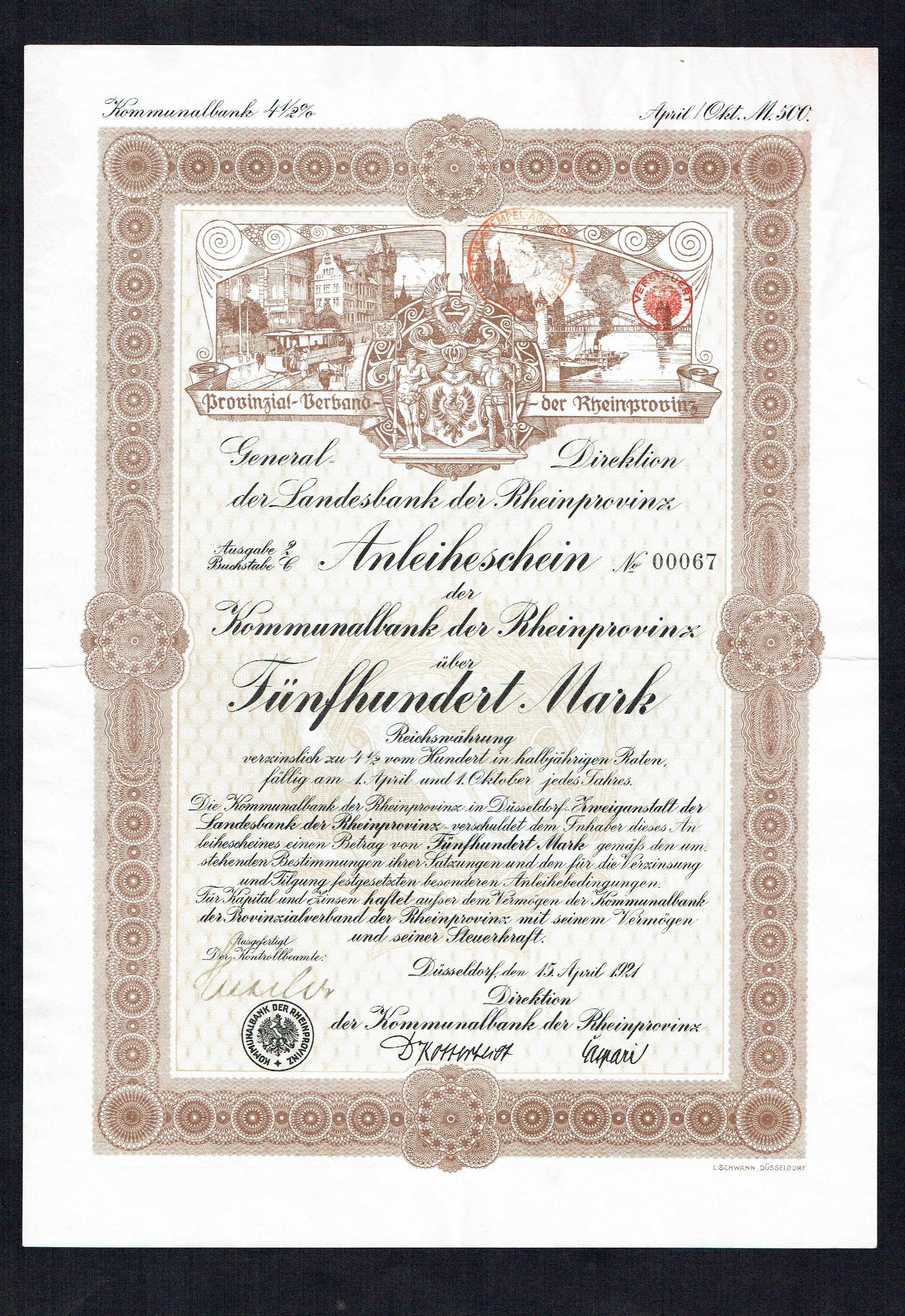
Als Zweiganstalt der Landesbank der Rheinprovinz gab die Kommunalbank der Rheinprovinz 1921 eine Anleihe heraus

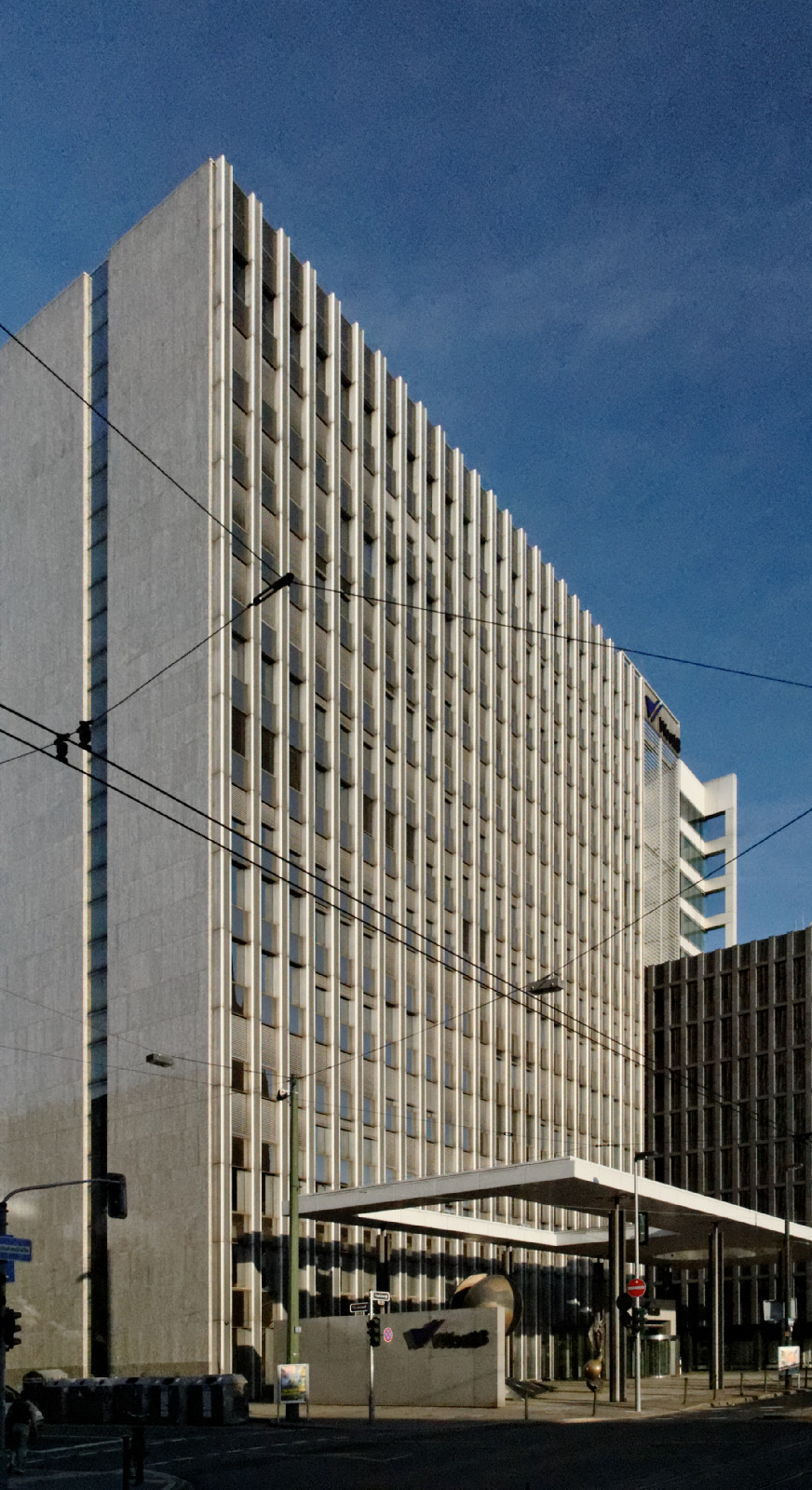
Gebäude Friedrichstraße 62–80

Die WestLB AG war eine international tätige Landesbank mit Hauptsitz in Düsseldorf, die als Kreditinstitut alle Bankgeschäfte betreiben durfte. Ihr Kundenschwerpunkt lag bei der Betreuung und Beratung von mittelständischen und Großunternehmen und institutionellen Anlegern, die sie weltweit begleitete. Außerdem fungierte sie als Girozentrale der Sparkassen und Hausbank des Landes Nordrhein-Westfalen.
Die WestLB wurde zum 30. Juni 2012 in drei Teile aufgespalten, wobei die Portigon AG ihre Rechtsnachfolgerin wurde.

## Geschichte

### Gründungsphase ab 1832
Vorgängerinstitute waren die am 1. Januar 1832 gegründete Provinzial-Hülfskasse Westfalen in Münster und die am 7. Februar 1854 errichtete Rheinische Provinzial-Hülfskasse in Köln, deren Geschäftssitz am 10. Juli 1877 von Köln nach Düsseldorf verlegt wurde. Dort nutzte die Bank seit 1881 Geschäftsräume im Provinzial-Ständehaus. Diese Räume reichten der Provinzialbank nicht mehr aus, so dass sie 1895 mit Baukosten in Höhe von 231.000 Mark das ehemalige Dienstwohngebäude des Landeshauptmanns in der Friedrichstraße / Fürstenwall zum Geschäftshaus umbauen und durch einen Anbau am Fürstenwall erweitern ließ. Im Februar 1896 standen 106 Sparkassen mit der Landesbank in Kontoverbindung.
Sie erhielt zuvor am 17. Februar 1888 eine neue Satzung und nannte sich nun „Landesbank der Rheinprovinz“. Ihr westfälisches Pendant wurde 1890 in „Landesbank der Provinz Westfalen“ umfirmiert. Am 20. Juni 1914 beschloss der Rheinisch-Westfälische Sparkassentag in Köln, die Landesbank der Rheinprovinz anstelle der Stadtsparkasse Köln als Girozentrale für die Sparkassen einzusetzen. Durch die Deutsche Bankenkrise ab 1931 stand die größte der Landesbanken, die Landesbank der Rheinprovinz, vor dem Zusammenbruch. Diese hatte langfristige Kommunalkredite durch kurzfristige Geldanlagen der Sparkassen refinanziert und war im Juli 1931 in eine Liquiditätskrise geraten. Sie musste am 7. August 1931 ihre Zahlungen einstellen. Die Koordination des Giroverkehrs der Sparkassen hatte im August 1931 eine Zweigstelle der Deutschen Girozentrale in Köln übernommen. Eine Unterstützung der Reichsbank mit einer Linie von 200 Mill. RM beseitigte die Liquiditätsprobleme der Landesbank.
Aus ihr gingen am 1. April 1935 die „Rheinische Girozentrale und Provinzialbank“ und am 1. Oktober 1943 die „Landesbank für Westfalen (Girozentrale)“ (nach Fusion zwischen der Landesbank und dem Westfälischen Pfandbriefamt) hervor. Langjähriger und bekannter Vorstandsvorsitzender der Rheinischen Girozentrale wurde 1945 Fritz Butschkau, der dieses Amt bis zu seiner Pensionierung im Juni 1968 innehatte. Die Niederlassung Koblenz der „Rheinischen Girozentrale und Provinzialbank“ wurde im April 1958 der LRP Landesbank Rheinland-Pfalz übertragen. Um die Landesbank-Aktivitäten im Land Nordrhein-Westfalen – wie in anderen Bundesländern – in einer einheitlichen Landesbank zu bündeln, entstand am 1. Januar 1969 durch Fusion die „Westdeutsche Landesbank Girozentrale“ (WestLB), die wie die Vorgängerinstitute eine Anstalt des öffentlichen Rechts war. Fusionsbedingt unterhielt sie zwei Hauptsitze in Düsseldorf und Münster; sie betrieb zudem Niederlassungen in Köln, Dortmund (WestLB Dortmund), Bielefeld und Essen. Ihre Hauptaufgaben bestanden in der Funktion einer Landesbank als Hausbank des Landes Nordrhein-Westfalen und einer Girozentrale mit Aufgaben einer Sparkassenzentralbank. Architekt Harald Deilmann schuf ab 1969 zunächst für die Hauptniederlassungen, dann auch für die Inlandsniederlassungen und für einige ausländische Niederlassungen repräsentative, terrassenförmig angelegte Bankgebäude im Corporate Design. In Düsseldorf wurden die Bankbauten ab 1974 um das historische Bankgebäude als Nachbarbebauung angelegt; sie heißen heute Icon. Nach dem Umzug der Provinzial Rheinland im Mai 1995 erwarb die WestLB deren Gebäude in der Friedrichstraße 56–60, um sie für eigene Zwecke zu nutzen.

### Fusions- und Expansionsphase ab 1969
Unter ihrem ersten Vorstandsvorsitzenden Ludwig Poullain betrieb die WestLB ab Januar 1969 eine über ihre Landesbank- und Girozentralenfunktion hinausgehende Expansionspolitik und erschloss neue Geschäftsgebiete wie Industriekredit, Industriebeteiligungen und Auslandsgeschäft. Die Industriefinanzierung hatte für die WestLB einen hohen Stellenwert, da das hoch industrialisierte Land Nordrhein-Westfalen an einer sicheren und optimalen Kreditversorgung der Unternehmen interessiert war. Dadurch avancierte die WestLB zum wichtigsten wirtschafts- und industriepolitischen Instrument der Landesregierung, die durch ihren jeweiligen Finanzminister im Aufsichtsrat der Bank vertreten war. Der Erwerb von Industriebeteiligungen begann bereits im Gründungsjahr der WestLB. Sie erwarb im Dezember 1969 Aktien der Preussag AG mit einer Beteiligungsquote von anfangs 26 %, es folgten Beton- und Monierbau (Oktober 1972/8 %), Ruhrkohle AG (1984), Gerresheimer Glashütte (1985), Deutsche Babcock (1987), Friedrich Krupp AG (1988), LTU (1989), Horten AG (1990), Hoesch AG (1991), Harpener (1992) oder Gildemeister AG (November 1995/12 %). Diese Bankbeteiligungen sicherten dem Land indirekten Einfluss auf zentrale Wirtschaftssektoren und führten zu einer geänderten Standort- und Industriepolitik in Nordrhein-Westfalen.
Die Bank förderte den Strukturwandel, indem sie in Unternehmenskrisen geratene Unternehmen stützte (Gildemeister, Deutsche Babcock, Gerresheimer Glas oder Horten) oder Fusionen forcierte. So ließ Friedel Neuber den Stahlkonzern Hoesch unter dem Dach von Krupp verschwinden (September 1992), verschmolz danach Krupp mit Thyssen (März 1999) und fusionierte die Energiekonzerne RWE und VEW (Juli 2000). Im Mai 1994 sorgte er für die Übernahme von Horten durch Metro. Zwischen 1985 und 1991 hatte die Bank ihren Beteiligungsbesitz mehr als verdoppelt, und zwar von 1,75 auf 4,36 Mrd. DM. Dabei gab es auch Fehlentwicklungen. Als 1977 bei der 23%igen WestLB-Beteiligung Beton- und Monierbau AG eine Unternehmenskrise begann, verschaffte ihr die Bank im Oktober 1978 über eine Kapitalerhöhung mittels Emission von Aktien (89 Mio. DM) sowie über eine Bürgschaft des Landes Nordrhein-Westfalen (70 Mio. DM) und über eine Bundesbürgschaft (50 Mio. DM) zusätzliche Finanzmittel in Höhe von insgesamt 209 Mio., die teilweise zur Rückzahlung von WestLB-Krediten verwandt wurden. Dadurch konnte jedoch die Krise nicht überwunden werden. Gläubigern und Aktionären blieb diese Krise weitgehend verborgen. Das Unternehmen ging im September 1979 in Konkurs, der der WestLB 80 Mio. DM Verlust einbrachte. Die Insolvenz der Herstatt-Bank im Juni 1974 war auf massive Verluste im Devisenhandel zurückzuführen, die auch bei anderen Banken – aber nicht im Ausmaß wie bei der Herstatt-Bank – anfielen. Bei der WestLB summierten sich die Verluste auf 270 Millionen DM, für die Helmut Lipfert als Ressort-Leiter im Vorstand die Verantwortung übernehmen musste und im Juli 1974 gut versorgt in den Ruhestand versetzt wurde.
Seit 1972 wurden Niederlassungen oder Tochtergesellschaften im Ausland gegründet, so 1972 in Luxemburg, 1973 in London und 1975 in New York City. 1986 war die WestLB weltweit an 13 Standorten vertreten: Paris, Zürich, Moskau, Rio de Janeiro, Toronto, Hongkong, Tokio, Peking, Melbourne und Beirut. Die Bank war dadurch die größte und am stärksten international ausgerichtete Landesbank in Deutschland. Für andere Landesbanken entwickelte sie sich zu einem strategischen Vorbild, was unter anderem auch dadurch zum Ausdruck kam, dass andere Landesbanken die Endung „LB“ in ihren Namen aufnahmen.

### Wachsende Betriebsgröße
Die Beteiligung der WestLB an der LTU ermöglichte der Bank einen Einstieg in den Touristiksektor, indem sie im Oktober 1992 der LTU die Übernahme der Thomas Cook Group ermöglichte. Es folgte im November 1992 über die Poolgesellschaft Walter Kahn KG eine Minderheitsbeteiligung am Touristikkonzern TUI und im Dezember 1993 die Übernahme der verlustbringenden Köln-Düsseldorfer Deutsche Rheinschiffahrt mit dem Ziel einer Sanierung.
Im Jahre 1995 war die WestLB durch jahrelange expansive Wachstumspolitik – gemessen an der Bilanzsumme – zur drittgrößten Bank Deutschlands aufgestiegen:
| Kreditinstitut                       | Bilanzsumme 1995 in Mrd. DM |
| ------------------------------------ | --------------------------- |
| Deutsche Bank AG                     | 721,655                     |
| Dresdner Bank AG                     | 484,482                     |
| Westdeutsche Landesbank Girozentrale | 428,622                     |
| Commerzbank AG                       | 404,167                     |
| Bayerische Vereinsbank AG            | 359,543                     |

- Quelle: Richard Deeg: Finance Capitalism Unveiled. 1999, S. 82

Damit hatte die WestLB eine Betriebsgröße erreicht, die eine ernstzunehmende Konkurrenz für die privaten Großbanken bedeutete.
Eine EU-Richtlinie vom Dezember 1989 zwang auch deutsche Kreditinstitute zur Erhöhung ihres Eigenkapitals. Um das bestehende Geschäftsvolumen beibehalten zu können, mussten die Bundesländer die Eigenkapitalquote ihrer Landesbanken bis Juni 1993 von 5,6 % auf 8 % erhöhen. Die defizitären Landeshaushalte fielen als Quelle aus, so dass das Land Nordrhein-Westfalen im Dezember 1991 mit der landeseigenen Wohnungsbauförderanstalt (Wfa) das Bankkapital durch Sacheinlage mit einem Nominalwert von 24,9 Mrd. DM erhöhte und damit die WestLB um 2,5 Mrd. DM überkapitalisierte. Hierdurch verfügte die WestLB nun über einen Solvabilitätskoeffizienten von 8,7 % mit einem anrechenbaren Eigenkapital von rund 2 Mrd. Euro, wodurch der Bank ein Kreditpotenzial von 31 Mrd. DM zur Verfügung stand.
Diese Praxis von Sacheinlagen – auch in anderen Bundesländern – stieß auf wachsende Kritik der deutschen Privatbanken, die hierin Wettbewerbsvorteile für die Landesbanken erblickten. Der Bundesverband deutscher Banken (BdB) schaltete deshalb im März 1993 die EU in Brüssel ein, deren Wettbewerbskommission zu jener Zeit mit der speziellen Situation des deutschen Bankwesens nur wenig vertraut war. Nachfolgend entstand politischer Druck, dem die WestLB nachgab, indem sie die ursprüngliche Verzinsung der Sacheinlage von 0,6 % auf 5,5 % erhöhte. 1995 wurde das Thema Anstaltslast und Gewährträgerhaftung durch den EU-Wettbewerbskommissar aufgegriffen und die Sacheinlage als wettbewerbsverzerrende staatliche Beihilfe identifiziert; das Hauptprüfungsverfahren begann im Oktober 1997. Mit Entscheidung vom 8. Juli 1999 stufte die Kommission die Sacheinlage als eine rechtswidrige staatliche Beihilfe ein, die zurückzuübertragen sei.

### Umwandlung der WestLB zur WestLB AG
Zwar erklärte im März 2003 der Europäische Gerichtshof diese Kommissionsentscheidung für nichtig, doch ermutigte er gleichzeitig die Kommission, eine neue und formal korrekte Entscheidung zu treffen. Außerdem hatte zur selben Zeit die europäische Dachvereinigung der nationalen Verbände der privaten Bankwirtschaft bei der EU-Kommission eine Beschwerde eingereicht, dass die seit Jahren praktizierte Gewährträgerhaftung für öffentlich-rechtliche Kreditinstitute als staatliche Beihilfe zu werten sei und mit dem europäischen Wettbewerbsrecht nicht zu vereinbaren wäre. Die EU-Kommission schloss sich dieser Auffassung an. Um einen jahrelangen Rechtsstreit in beiden Verfahren zu vermeiden, wurde im Juli 2001 ein außergerichtlicher Kompromiss unter dem Namen „Brüsseler Konkordanz“ geschlossen, demzufolge unter anderem die Gewährträgerhaftung bis 2005 allgemein abzuschaffen sei. Die WestLB hatte inzwischen gehandelt und gab im November 2000 die Aufspaltung in die „WestLB AG“ als Geschäftsbank und eine Förderbank unter dem Namen „NRW.Bank“ bekannt. Damit waren rechtsformbedingt die Geschäftsbankaktivitäten nicht mehr mit der kritisierten Anstaltslast und Gewährträgerhaftung verbunden. Im Januar 2001 teilte die EU-Kommission der Bundesregierung mit, dass Anstaltslast und Gewährträgerhaftung als Beihilfe zu bewerten seien.
Daraufhin wurde mit Wirkung zum 30. August 2002 die Westdeutsche Landesbank Girozentrale (bisherige WestLB) in die Landesbank NRW (heute: NRW.BANK) und in die WestLB AG aufgespalten. Die NRW.BANK betreibt seitdem als Anstalt des öffentlichen Rechts das „öffentliche Auftragsgeschäft“ für das Land Nordrhein-Westfalen (zum Beispiel Vergabe von Förderkrediten). Die WestLB AG betrieb in der Rechtsform der Aktiengesellschaft und unter Wegfall der Gewährträgerhaftung und Anstaltslast das so genannte Wettbewerbsgeschäft als Geschäftsbank und als Zentralbank der rheinischen und der westfälischen Sparkassen. Als Ausgleichsleistung für die Sparkassenverbände als wesentliche Miteigentümer wurden die ertragsstabilen Geschäftsfelder Landesbausparkasse sowie Beteiligungen an der Rheinischen und der Westfälischen Provinzialversicherung aus der WestLB herausgelöst und an sie übertragen. Im April 2002 übertrug die WestLB ihr Private Banking mit über 1.000 Kunden an das Bankhaus Merck Finck Privatbankiers. Mit der Abspaltung der Förderbankaktivitäten, der Landesbausparkasse und der Provinzialversicherung im August 2002 gingen der WestLB stabile Erträge („Cashcows“) verloren, die sie mit Kapitalmarktgeschäften auszugleichen versuchte.
Unter Jürgen Sengera wurde ab September 2001 das Investmentbanking forciert, das insbesondere in der NL London von der US-amerikanischen Investmentbankerin Robin Saunders verantwortet wurde. Nach einigen erfolgreichen, großvolumigen Transaktionen akquirierte sie im Jahre 1999 den britischen Elektrogerätevermieter Boxclever, der aus der Fusion zweier Unternehmen hervorgegangen war und im Dezember 1999 von der Bank Kredite in Höhe von 1,35 Mrd. DM erhielt. Hierbei setzte sich der Bankvorstand über ein negatives Votum des eigenen Kreditbüros hinweg. Zunehmende wirtschaftliche Probleme führten dazu, dass die Kredite im Mai 2003 als „akut ausfallgefährdet“ eingestuft werden mussten. Eine Sonderprüfung der Bundesanstalt für Finanzdienstleistungsaufsicht (BaFin) ab Mai 2003 ergab grobe Mängel im Risikomanagement der Bank und eine zusätzliche Rückstellung in Höhe von 120 Mill. Euro, die zu Sengaras Rücktritt im Juli 2003 führten. Gemäß Gutachten der BaFin hätten die Vorstände auf klassische Methoden der Kreditprüfung verzichtet und so gegen § 18 Kreditwesengesetz verstoßen. Im Februar 2004 gab die Bank einen Verlust von 2,3 Mrd. Euro im vorangegangenen Geschäftsjahr bekannt, der sich größtenteils aus Rückstellungen zusammensetzte. Die Bank musste bei Boxclever einen Verlust von 427 Mill. Euro verbuchen, nachdem 2004 ein Verkauf an den Finanzinvestor Fortress Investment Group gelungen war.
Außerdem zahlte die WestLB im Jahr 2004 im Zuge eines Kompromisses mit dem Bundesverband deutscher Banken im Wfa-Streitverfahren eine Ausgleichszahlung in Höhe von 1,4 Mrd. Euro an das Land Nordrhein-Westfalen. Im Gegenzug führte das Land eine Kapitalerhöhung in Höhe von 1,5 Milliarden Euro bei der Bank durch.

### Anhäufung von Risiken
Im Januar 2004 übernahm Thomas R. Fischer den Vorstandsvorsitz und begann mit einer Neuausrichtung des Geschäftsmodells. Allgemein hatten Landesbanken nach Wegfall der Gewährträgerhaftung Schwierigkeiten, über ihre Landesbank- und Girozentralenfunktion hinaus neue Märkte zu erschließen. Einerseits spielte die Funktion als Hausbank der Bundesländer bei den Landesbanken eine nur noch geringe Rolle, andererseits hielten sie sich aus klassischen Sparkassenmärkten weitgehend zurück. Die Landesbanken wurden zunehmend international agierende Universalbanken, die im Industrie-, Auslands-, Beteiligungs- und später dem Kapitalmarktgeschäft/Investmentbanking tätig wurden. Nahezu alle Landesbanken – auch Großbanken und einige Großsparkassen – hatten sich riskant auf dem internationalen Kapitalmarkt bei US-amerikanischen Subprime-Krediten engagiert, so auch die WestLB. Im August 2007 belief sich der Wertpapierbestand des WestLB-Konzerns im US-Subprime-Sektor auf 1,25 Mrd. Euro, als die oft falsch bewerteten Papiere noch zu 98 % mit mindestens einem A-Rating der US-Ratingagenturen versehen waren. Die eskalierende Banken- und Finanzkrise führte global zu enormen Wertverlusten (auch) bei Banken. Schon im Januar 2008 musste die WestLB einen Verlust von 1 Mrd. Euro bekannt geben.
Im April 2007 wurde überraschend bekannt, dass die WestLB mit 14 % Beteiligungsquote an DaimlerChrysler deren größter Aktionär war. Grund war allerdings, dass die Aktien bei der Bank lediglich im Rahmen des umstrittenen Dividendenstripping für andere „geparkt“ wurden. Nur wenige Tage, nachdem die Bank ein positives Ergebnis vor Steuern in Höhe von 1,0 Mrd. Euro für 2006 präsentieren konnte, wurde die Öffentlichkeit am 10. April 2007 über hohe Verluste im Eigenhandel mit Aktien informiert. Durch den Eigenhandel der WestLB entstanden ab April 2007 Verluste von 604 Mio. Euro. Grund hierfür war die fehlgeschlagene Spekulation auf Kursdifferenzen zwischen Stamm- und Vorzugsaktien desselben Emittenten. Im Juli 2007 wurde Fischer als Vorstand abberufen. Nachfolger im Vorsitz wurde Alexander Stuhlmann.

### Hohe Belastungen aus den Fehlinvestitionen
Im dritten Quartalsbericht 2007 meldete die Bank noch verkraftbare Belastungen aus der beginnenden weltweiten Finanzkrise in Höhe von 355 Mio. Euro. Im Februar 2008 mussten die Eigentümer dann allerdings umfangreiche Rettungsmaßnahmen in deutlich höherer Größenordnung beschließen. Die Bank gliederte risikobehaftete Wertpapiere im Wert von 23 Mrd. Euro in eine neu gegründete Zweckgesellschaft unter dem Arbeitstitel „Phoenix“ außerhalb der Bank aus. Dadurch befreite sich die Bank von bilanzwirksamen Belastungen aus diesem Portfolio. Die Finanzierung der Zweckgesellschaft erfolgte durch Garantien der Eigentümer in Höhe von 5 Mrd. Euro, wobei die ersten 2 Mrd. quotal und darüberhinausgehende Belastungen allein vom Land Nordrhein-Westfalen getragen würden. Die EU-Kommission wertete diese Maßnahme als Restrukturierungsbeihilfe und leitete eine Untersuchung ein. Im Mai 2009 wurde eine Genehmigung erteilt, die allerdings mit harten Restrukturierungsauflagen verbunden wurde; so musste die WestLB ihren bis dahin zweiten Hauptsitz Münster zum Jahresende 2009 aufgeben.
Das Geschäftsjahr 2007 endete für die Bank mit einem Verlust in Höhe von 1,6 Mrd. Euro. Die Bank kündigte einen weiteren Abbau von 1.300 bis 1.500 Arbeitsplätzen an. Außerdem wurde eine strenge Fokussierung auf die ursprünglichen Aufgaben einer regionalen Geschäftsbank als Bestandteil der Sparkassenorganisation beschlossen. Ende April 2008 verließ Alexander Stuhlmann die Bank (seine Tätigkeit war von vornherein nur für ein Jahr geplant). Sein Nachfolger im Vorstandsvorsitz wurde Heinz Hilgert. Am 13. Dezember 2008 wurde nach einer Aufsichtsratssitzung bekannt, dass die Bank über staatliche Garantien mit der BaFin verhandelt. Am 18. Mai 2009 trat Heinz Hilgert vom Vorstand zurück. Er begründete diesen für die Öffentlichkeit und die Mitarbeiter überraschenden Schritt mit mangelnder Unterstützung der Eigentümer bei der notwendigen Zukunftssicherung der Bank.

## Lösungssuche und Aufspaltung

### Fusions- und Verkaufsversuche
Wie andere Landesbanken engagierte sich die WestLB seit Beginn der Finanzmarktkrise für eine Neuordnung der deutschen Landesbankenlandschaft. Im Jahr 2007 gab es Verhandlungen mit der Landesbank Baden-Württemberg sowie mit der Landesbank Hessen-Thüringen (Helaba), die beide ergebnislos verliefen. Nach einem als Masterplan bezeichneten Beschluss der „Verbandsvorsteher“ der Sparkassenverbände im DSGV vom 10. November 2008 sollte das Mittelstandsgeschäft der WestLB einer aus Landesbank Baden-Württemberg und BayernLB fusionierten Bank zugeschlagen werden, während das Kapitalmarktgeschäft in ein aus Landesbank Hessen-Thüringen und DekaBank fusioniertes Institut eingebracht werden soll. Diese Gespräche verliefen ohne Ergebnis.
Im Juni 2010 beauftragte der Bankenrettungsfonds SoFFin den früheren CDU-Politiker und Rechtsanwalt Friedrich Merz, einen Verkaufsprozess der WestLB an einen privaten Käufer einzuleiten. Außerdem suchte im Auftrag der WestLB die Investmentbank Morgan Stanley nach Käufern. Aufgrund der schlechten Marktlage rechneten Beobachter nicht mit einem Verkauf der WestLB als Ganzes. Im November 2010 sind entsprechende Gespräche mit der BayernLB gescheitert. Merz hoffte noch im April 2011, für eine Kaufeinigung bis Ende August 2011 Zeit zu haben. Für Kritik in mehreren Medien sorgte das vergebene hohe Honorar für Merz (5000 Euro pro Tag) und weitere Anwälte.

### Gründung einer „Bad Bank“
Im November 2009 war die WestLB die erste deutsche Bank, die auf der Grundlage von neuen gesetzlichen Möglichkeiten für deutsche Kreditinstitute (Finanzmarktstabilisierungsgesetz) risikoreiche Wertpapiere in eine so genannte Bad Bank mit dem Namen „Erste Abwicklungsanstalt“ (EAA) übertrug. Wertpapiere im Volumen von 77 Mrd. Euro zusammen mit dem Phoenix-Portfolio aus 2008 wurden zum Bilanzstichtag 31. Dezember 2009 mit dem Buchwert übertragen. Die EU betrachtete den Vorgang erneut als unerlaubte Beihilfe, da die Bewertung nicht aufgrund des tatsächlichen wirtschaftlichen Werts geschehen sei. Die Bank hingegen war der Auffassung, dass sie sämtliche Vorschriften erfüllt habe, zumal frühere Beihilfeprobleme berücksichtigt worden seien.
Die Bad Bank der WestLB muss nach einem Gerichtsurteil des Landgerichts Frankfurt am Main vom 29. September 2021 Steuerschulden von rund einer Milliarde Euro aus Cum-Ex-Geschäften übernehmen. Das Gericht gab damit einer entsprechenden Klage der ebenfalls aus der WestLB-Erbmasse hervorgegangenen Portigon statt. Die Erste Abwicklungsanstalt (EAA) habe für die Steuerschulden einzustehen. Das Urteil ist nicht rechtskräftig (Aktenzeichen 2-27 O 328/20).

### EU-Auflagen
Die EU-Kommission billigte im Mai 2009 den Risikoschirm für die WestLB, allerdings musste die WestLB ihre Bilanzsumme und Risikoaktiva um jeweils 50 % reduzieren, im In- und Ausland Niederlassungen schließen sowie Beteiligungen verkaufen. Ende 2009 schloss die WestLB ihre Standorte Münster, Bielefeld und Dortmund als Folge der EU-Auflagen; Köln folgte im Juli 2010. Im November 2010 erklärte EU-Wettbewerbskommissar Joaquín Almunia, dass die in die Bad Bank übertragenen Vermögenswerte zu hoch bewertet seien. Die Kommission bezifferte die Höhe der Beihilfen auf 3,4 Mrd. Euro. In den Beihilfemaßnahmen sieht Brüssel eine nicht zu verantwortende Vernichtung von Steuergeldern und eine Verzerrung des Wettbewerbs. Die EU-Kommission verlangte einen neuen Sanierungsplan mit sehr strengen Auflagen. So müsse bis 2011 ein neuer Eigentümer gefunden werden und die Bilanzsumme sei bis dahin zu halbieren.
Der Vorstand der WestLB betonte allerdings, bei der Übertragung sei keine Staatshilfe geflossen, und belegte dies durch entsprechende Berechnungen. Die EU-Kommission befürchtete, dass (ähnlich wie bei der Hypo Real Estate) immer mehr Staatshilfen nötig würden, um die Bank vor dem Kollaps zu retten, da sie kein tragfähiges Geschäftsmodell habe. Nach dem Scheitern der Fusionsgespräche mit der BayernLB am 4. November 2010 äußerte Wettbewerbskommissar Joaquín Almunia: „Die Kommission hat ernste Zweifel, dass der jetzige Restrukturierungsplan geeignet ist, die Bank zu sanieren.“ Am Termin für den von der Kommission vorgeschriebenen Eignerwechsel wollte Almunia nicht rütteln („Die Zeit läuft“). Die Entscheidung darüber sollte so schnell wie möglich getroffen werden.
Nordrhein-Westfalens Finanzminister Walter-Borjans betonte, eine Schließung der WestLB werde Milliarden kosten. Am 24. Juni 2011 wurde bekannt, dass die Eigentümer die Bank abwickeln wollten. Diesem Abwicklungsplan hat die EU-Kommission im Dezember 2011 zugestimmt.

## Aufspaltung
Am 22. März 2012 wurde anlässlich der Bilanzpressekonferenz ein Restrukturierungsplan verkündet, in dessen Umsetzung die Aufspaltung der WestLB zum 30. Juni 2012 in drei Teile erfolgte:
- Die Portigon AG ist Rechtsnachfolgerin der WestLB. Sie besitzt unter der Bank-Nr. 100437 als Einlagenkreditinstitut eine Vollbanklizenz[56] und erbringt Serviceleistungen für Kreditinstitute, insbesondere Portfoliosteuerung und -management, Kreditanalyse, Treasury, Finanzen und Controlling, Risikocontrolling, Kreditadministration, IT-Dienstleistungen sowie verschiedene Corporate Center-Funktionen. Gemäß EU-Auflagen musste das Unternehmen spätestens Ende 2016 verkauft oder abgewickelt werden.
- Die Erste Abwicklungsanstalt (EAA) wurde im Dezember 2009 gegründet, übernahm in zwei Stufen Aktiva und Passiva der WestLB AG und wird sich bis 2027 um die möglichst wertschonende Abwicklung dieser Positionen bemühen. Sie wird umgangssprachlich auch als Bad Bank bezeichnet. Auch die Tochtergesellschaft WestImmo wurde an die EAA übertragen.
- Eine so genannte „Verbundbank NRW“ führt unter dem Dach der Frankfurter Helaba das Geschäft mit den nordrhein-westfälischen Sparkassen, mittelständischen Firmenkunden und Kommunen fort. Zum 1. September 2012 hatte die Helaba die Geschäftstätigkeit im Verbund- und Firmenkundengeschäft am Standort Düsseldorf aufgenommen. Die Übertragung der „Verbundbank NRW“ auf die Helaba wurde mit der Handelsregister-Eintragung am 17. September 2012 vollzogen. Gleichzeitig sind als letzte Geschäftsbereiche auch der Zahlungsverkehr und das Wertpapier-Depotgeschäft von der früheren WestLB auf die Helaba übergegangen. Insgesamt hat die Helaba im Rahmen der Transaktion ein Geschäftsvolumen von über 40 Mrd. Euro sowie 450 Mitarbeiter von der früheren WestLB übernommen.[57]

Es war geplant, die Mitarbeiterzahl im Rahmen der Portigon AG von 4.500 bis auf 1.500 im Jahr 2016 zu reduzieren, zum 31. Dezember 2022 war diese auf 51 gesunken. Nach Angaben des Handelsblatts summierten sich die Hilfen der Eigentümer und des Bundes im Zeitraum von 2002 bis 2012 auf 21 Mrd. Euro.

## Kennzahlen
| Kennzahl             | 2009  | 2010  | 2011  |
| -------------------- | ----- | ----- | ----- |
| Bilanzsumme (Mrd. €) | 242,3 | 191,5 | 167,9 |
| Mitarbeiterzahl      | 5.214 | 4.712 | 4.188 |

## Eigentümerstruktur
Anteilseigner der WestLB AG waren
- zu 30,862 % die NRW.Bank, die seit 2011 vollständig im Besitz des Landes Nordrhein-Westfalen ist,
- 25,032 % der Rheinische Sparkassen- und Giroverband (RSGV),
- 25,032 % der Sparkassenverband Westfalen-Lippe (SVWL),
- 17,766 % das Land Nordrhein-Westfalen.

## Vorstand

### Mitglieder des Vorstands am 30. Juni 2012
- Dietrich Voigtländer (Vorsitzender des Vorstands)
- Hubert Beckmann (Stellvertretender Vorsitzender des Vorstands)
- Thomas Groß
- Werner Taiber

### Vorstandsvorsitzende im Zeitverlauf
- 1969–1978: Ludwig Poullain
- 1978–1981: Johannes Völling
- 1981–2001: Friedel Neuber
- 2001–2003: Jürgen Sengera
- 2003–2004: Johannes Ringel
- 2004–2007: Thomas R. Fischer
- 2007–2008: Alexander Stuhlmann
- 2008–2009: Heinz Hilgert
- 2009–2012: Dietrich Voigtländer